# Metoda Dobrego Startu
Metoda Dobrego Startu - jest to metoda której celem jest wspomaganie rozwoju psychoruchowego dzieci, służy do aktywizowania rozwoju funkcji psychomotorycznych i ich integracji oraz korygowania zaburzeń tego rozwoju, co stwarza warunki prawidłowego procesu uczenia się. Ma ona na celu wspieranie rozwoju dziecka poprzez rehabilitację psychomotoryczną i edukację z zastosowaniem polisensorycznego uczenia się. Stosuje się ją w przedszkolach i w edukacji wczesnoszkolnej. W Polsce jako pierwsza rozpowszechniła ją Marta Bogdanowicz.
Geneza Metody Dobrego Startu - pierwowzorem MDS była metoda Le Bon Depart (autorka: Thea Bugnet-van der Voort, z pochodzenia Holenderka)
Założenia tej metody to :

- wielozmysłowe uczenie się,
- wykonywanie ruchów zharmonizowanych w czasie i przestrzeni.

Techniki:

- wystukiwanie rytmu na wałeczkach z piaskiem,
- rysowanie figur geometrycznych w rytm śpiewanej piosenki,

Geneza Metody Dobrego Startu w Polsce:
W Polsce Metoda ta pojawiła się w latach 60. Dotarła za pośrednictwem lekarzy wizytujących ośrodki neuropsychiatrii dziecięcej we Francji. Pierwsze wzmianki na temat tej metody w Polskim piśmiennictwie naukowym można znaleźć w artykułach: J. Sochańskiej, B. Zakrzewskiej, J. Markiewicz.
- 1968 - zapoznanie z ogólnymi założeniami metody (z powodu braku dostępu do oryginalnych materiałów, rozpoczęła pracę nad rozwijaniem własnej wersji metody).
- 1969-1979 - prowadzenie zajęć w przedszkolach

Ważne w MDS jest zaangażowanie wszystkich funkcji:
- spostrzeżeniowych

-wzrokowych, słuchowych, dotykowych, kinestetycznych
- językowych

-fonologicznych, syntaktyczno-morfologicznych, semantycznych
- ruchowych

-motoryki dużej i małej, równowaga
- integracji motoryczno- sensorycznej (współdziałania między funkcjami)

Trzy funkcje ćwiczeń MDS i trzy aspekty ćwiczeń MDS
1.Aspekt wzrokowy (literki, znaki wystukiwane przez młodsze dzieci, cyfry, figury geometryczne, lokalizacja w przestrzeni)
2.Słuchowy (np.: piosenka, wierszyki, słowa, zdania)
3.Aspekt ruchowy (odtwarzanie wzorów graficznych: figur geometrycznych, literek, cyfr)
4.Integracja
Cele MDS
- wspomaganie rozwoju (optymalizacja rozwoju, profilaktyka)
- diagnozowanie zaburzeń rozwoju (diagnoza)
- korekcja zaburzeń (wyrównywanie i terapia)
- wczesna edukacja (nauka rysowania, liter)

Zastosowanie MDS:
- przedszkola masowe, integracyjne, specjalne, włączające
- klasy I-III w szkole masowej, specjalnej
- ośrodki szkolno-wychowawcze dla dzieci niepełnosprawnych intelektualnie z wadą słuchu